# Клименко, Павел Юрьевич
Павел Юрьевич Клименко (29 июня 1977, с. Озек-Суат, Ставропольский край, РСФСР, СССР — 6 ноября 2024, Красногоровка, Покровский район, Донецкая область, Украина) — российский военнослужащий, генерал-майор, командир 5-й донецкой мотострелковой бригады. Герой Донецкой Народной Республики; Герой Российской Федерации (посмертно, 2024). Известен организацией пыточных камер, вымогательством с подчинённых и «мясными» штурмами.

## Биография
Родился в 1977 году в селе Озек-Суат Ставропольского края. Учился в средней школе посёлка Затеречный. Позже Клименко поступил и окончил Санкт-Петербургское высшее  общевойсковое командное училище, где получил высшее образование. После, Клименко был направлен для прохождения службы в 810-ю отдельную гвардейскую бригаду морской пехоты. Также окончил общевойсковую академию Вооружённых сил Российской Федерации.
Участвовал в российском вторжении в Украину в 2014 году. Командир роты морской пехоты Черноморского флота РФ, командир батальона. Командир созданной в том числе из пророссийских сепаратистов 5-й бригады, которая в 2023 году была включена в состав армии РФ.
По сообщениям СМИ и родственников пострадавших, причастен к организации пыток российских солдат в закрытой Петровской шахте на окраине Донецка, где, в том числе, запытали до смерти воевавшего с российскими войсками против Украины американского волонтёра Рассела Бентли.
В российских СМИ и телеграм-каналах сообщалось, что Клименко отправлял солдат на «мясные» штурмы, несмотря на большие потери личного состава.
Погиб 6 ноября 2024 года в районе блокпоста в населённом пункте Красногоровка в Донецкой области Украины в ходе российского вторжения в Украину. В опубликованных в российских телеграм-каналах документах указывается об атаке украинского FPV-дрона. Говорится, что Клименко получил минно-взрывные травмы, повреждения черепа и бедра. Скончался в реанимации. Некоторые телеграм-каналы отмечали, что «При доставлении на теле Клименко отсутствовали какие-либо термические и осколочные повреждения, характерные для взрыва. У генерала были диагностированы многочисленные переломы (таз, бедро, ребра) и травма головы. Все травмы характерны при ДТП с мотоциклами», а, по рассказам очевидцев, Клименко погиб в ДТП на мотоцикле, находясь под действием алкоголя. 12 ноября 2024 года был похоронен в Севастополе.

## Звания и награды
- Герой Российской Федерации (посмертно, 2024).
- Герой Донецкой Народной Республики.
- Орден Мужества (два).
- Орден Александра Невского.
- Медаль «За отвагу».
- Орден «За военные заслуги».
- Медаль ордена «За заслуги перед Отечеством» II степени с мечами.